# 大森義基
大森 義基（おおもり よしき）は、日本のサクソフォーン奏者。三重県出身。昭和音楽大学、フランス国立セルジーポントワーズ地方音楽院卒業。

## 略歴
- 三重県四日市市出身
- 出身高校はなく、17歳で上京する。大学入学資格検定(国家試験、大検)合格。文部科学省(当時、文部省)。
- 武蔵野音楽学院専門科修了。
- 昭和音楽大学4年在学中に第7回日本管打楽器コンクールサクソフォン部門入選。
- 翌年、同大学音楽学部器楽科卒業、特別賞受賞。県立音楽堂新人オーディションに合格し同新人演奏会出演。読売新人演奏会出演。NHK新人オーディションに合格し、NHKデビューリサイタル出演。これまでにサクソフォンを市川豊、大室勇一、宗貞啓二の各師に指導を受けた。
- 下八川基金を受け渡仏し、フランス国立セルジーポントワーズ地方音楽院入学。サクソフォンをJean-yves Fourmeauに師事。
- 1993年、パリ・レオポールベラン音楽コンクール1位入賞。1994年、パリ国際音楽コンクール2位入賞、審査員特別賞受賞。
- 1994年、同国立地方音楽院を審査員全員一致の首席で卒業（パリ・セルマー社マスタークラスにおいてクロード・ドゥラングルのレッスンを半年間受講している）。
- フランスのモンレリー市主催によるリサイタルを開催し好評を博した。
- ベルギー（ブリュッセル）のエクスポジションにおいて、パントマイムのヨネヤマ ママコとの新たなコラボレーションとして好評を博す。
- 帰国後の1995年、1996年ソロリサイタル開催、「豊かな表現力と美しい音色、喜びにあふれた演奏会」と評される。音楽誌にも「低い音から高い音まで魅力的な音を持ち、音楽性豊かな才能あるサクソフォン奏者」（音楽の友）と掲載される。
- 1997年、デビューアルバム『ヴァカンス』をマイスターミュージックよりリリース。
- 「よしきのサックスとおしゃべりコンサート」を東京、三重、横浜で開催。
- 1999年、2000年にソロリサイタル開催。1999年東京、2001年金沢、福井、横浜において師である宗貞啓二とジョイントコンサートを開催。
- 2nd.アルバム『ア・ラ・パリジェンヌ』マイスターミュージックよりリリース。
- リラクゼーション　ソロアルバムとして『バスタイム・ミント』をフェリシモ（メレーミュージックファンデーション）よりリリース。
- 世界的な指揮者であるジャン・フルネの招きによりチェコフィルハーモニー管弦楽団の日本公演に参加。
- ジャン＝イヴ フルモ－のジャパンツアー2008の全公演で共演。
- タイ（バンコク）でも開催されたワールドサクソフォンコングレスに参加し、宗貞啓二と2曲世界初演。
- 2003年〜2010年、ヤマハ横浜主催によるリサイタルを毎年開催し好評を博す。声楽、エレクトーン、打楽器、ハープ、弦楽四重奏と共演、会場内にはスモークがたかれたり、スクリーンを使用して映像が流れる中演奏されたり、その他、主催者側のアイデアや工夫があり、興味深く身近なコンサートとして親しまれた。
- ソロ活動の他にも室内楽や在京オーケストラ（仙台フィルハーモニー管弦楽団、東京都交響楽団、東京交響楽団、東京フィルハーモニー交響楽団、日本フィルハーモニー交響楽団、神奈川フィルハーモニー管弦楽団、オーケストラ・アンサンブル金沢、九州交響楽団 等）でもオーケストラのサクソフォン奏者として活動歴がある。CM、ゲーム音楽、メジャーアーティスト、吹奏楽関係（東京佼成ウインドオーケストラ等）を含めレコーディングに多数参加している。
- 3rd.アルバム『ナイチンゲールとバラ』をマイスターミュージックよりリリース。
- 楽譜の監修も多く、ヤマハミュージックエンタテインメントホールディングス（ヤマハミュージックメディア）より7冊出版されている。
- 2024年3月5日、横浜、フィリアホールで大森義基サクソフォンリサイタル（I LOVE MELODY）を開催。
- ヤマハ・サクソフォン アーティスト

昭和音楽大学、同大学院、桜美林大学芸術文化学群音楽専修、エリザベト音楽大学各サクソフォン、合奏(吹奏楽)講師。